# Епархия Посадаса
Епархия Посадаса (лат. Dioecesis Posadensis) — епархия Римско-Католической церкви с центром в городе Посадас, Аргентина. Епархия Посадаса входит в митрополию Корриентеса. Кафедральным собором епархии Посадаса является церковь святого Иосифа.

## История
11 февраля 1957 года Папа Римский Пий XII выпустил буллу «Quandoquidem adoranda», которой учредил епархию Посадаса, выделив её из епархии Корриентеса (сегодня — архиепархия).
16 июня 1986 года и 13 июня 2009 года епархия Посадаса передала часть своей территории для образования соответственно епархий Пуэрто-Игуасу и Оберы.

## Ординарии епархии
- епископ Jorge Kémérer, S.D.B.[1] (13.03.1957 — 16.06.1986);
- епископ Carmelo Juan Giaquinta (16.06.1986 — 22.03.1993), назначен архиепископом Ресистенсии;
- епископ Альфонсо Дельгадо Эверс (25.02.1994 — 29.03.2000), назначен архиепископом Сан-Хуана-де-Куйо;
- епископ Juan Rubén Martínez (с 25 ноября 2000 года).